# Gerson de Oliveira
Gerson de Oliveira (Guayaquil, Provincia del Guayas, Ecuador, 28 de marzo de 1990 - 7 de enero de 2023) fue un exfutbolista ecuatoriano.
Era hijo de la ex gloria del fútbol ecuatoriano, el brasileño Alcides de Oliveira, el "Apache".

## Trayectoria
El futbolista comenzó su carrera en Emelec en 2005 y estuvo allí hasta 2009. Luego se trasladó a Panamá SC en 2009. Después de un año en ese club, se unió a Independiente del Valle en 2010. Macará y Fuerza Amarilla fueron los siguientes clubes en los que jugó en 2011. En 2012, el futbolista se unió a Atlético Mineiro de Huaquillas. Luego, en 2013 y 2014, jugó para Delfín SC, allí ganó el torneo de Segunda Categoría de 2013 y ascendió a la Serie B de Ecuador. Finalmente, el futbolista estuvo en Espoli desde 2015 hasta 2016. 

## Enfermedad
En el 2014, mientras jugaba en el Delfín SC, fue diagnosticado de insuficiencia renal. Esto lo llevó a dejar la actividad futbolística. En el 2015 regresó a jugar para ESPOL, pero al año siguiente se retiró debido al agravamiento de su enfermedad, que lo llevó a requerir un trasplante de riñón.
Falleció el 7 de enero de 2023, debido a su enfermedad renal.

## Clubes
| Club                    | País    | Año       |
| ----------------------- | ------- | --------- |
| Emelec                  | Ecuador | 2005-2009 |
| Panamá SC               | Ecuador | 2009      |
| Independiente del Valle | Ecuador | 2010      |
| Macará                  | Ecuador | 2011      |
| Fuerza Amarilla         | Ecuador | 2011      |
| Atlético Mineiro        | Ecuador | 2012      |
| Delfín SC               | Ecuador | 2013-2014 |
| ESPOL                   | Ecuador | 2015-2016 |

## Palmarés

### Campeonatos nacionales
| Título            | Club      | País    | Año  |
| ----------------- | --------- | ------- | ---- |
| Segunda Categoría | Delfín SC | Ecuador | 2013 |